# Oxymastinocerus fulvus
Oxymastinocerus fulvus är en skalbaggsart som först beskrevs av Philippi 1864.  Oxymastinocerus fulvus ingår i släktet Oxymastinocerus och familjen Phengodidae. Inga underarter finns listade i Catalogue of Life.